# Dave Hudgens
David Mark Hudgens (Oroville, California, 5 de diciembre de 1956) es un mánager y antiguo jugador estadounidense de béisbol. Es el instructor de bateo de los Astros de Houston en las Grandes Ligas.
Hudgens jugó en las Ligas Menores entre 1979-1984 y debutó en las Grandes Ligas el 4 de septiembre de 1983 con los Oakland Athletics. Pero ese sería su único año en el béisbol profesional de Estados Unidos. 
Entre 1985 y 1987 dirigió las sucursales de los Atléticos de Oakland en las categorías rookie y clase A. Luego asumiría el cargo de Asistente del Director de Desarrollo de Jugadores en Oakland entre 1996 y 2003. Desde 2006 y hasta diciembre de 2010 fue Coordinador de las Ligas Menores de los Cleveland Indians.
Hudgens fue contratado para tomar el puesto de instructor de bateo de los Mets de Nueva York para temporada 2011.

## Liga venezolana
En la temporada 1983/1984 también participó en la Liga Venezolana de Béisbol Profesional para los Tigres de Aragua.
Hudgens inició su carrera como dirigente en la liga venezolana en la temporada 1993/1994 con los Navegantes del Magallanes, destacándose como instructor de bateo. Al año siguiente repitió en el cargo hasta que asumió como mánager de ese equipo cuando Tim Tolman abandonó ese cargo; quedando eliminado en la semifinal, en un juego extra ante su eterno rival Leones del Caracas.
Poco antes de iniciar la temporada 2009-2010 fue anunciado por los Leones del Caracas como el nuevo mánager en sustitución de Frank Kremblas, esa temporada Hudgens logró llevar al equipo a la gran final resultando vencedor, paradójicamente la final fue ante Navegantes del Magallanes, la franquicia que había dirigido en 1995. El triunfo del equipo de Hudgens en 2010 significó el título 20 en la liga. En la siguiente temporada fue confirmado como mánager y logró clasificar en el primer lugar a la ronda del todos contra todos o round robin, mas el equipo cayó derrotado en un juego extra frente a los Tigres de Aragua para avanzar a la final; en la cual a la postre resultó vencedor Caribes de Anzoátegui al derrotar en un reñido cotejo de 7 encuentros a los bengalíes. 
En 2013 es nombrado nuevamente mánager de los Leones del Caracas.
En la temporada 2014, dirigió a Los Leones hasta el primer mes del comienzo, ya que fue despedido por las acciones sin ventajas que se venían aplicando en los primeros juegos.La gota que derramo el vaso fue la derrota aplicada en el juego dominical de Los Tiburones de la Guaira, que ganaron 6 a 0. En ese momento el equipo melenudo estaba en la última posición de la tabla. Fue reemplazado por Pedro López